# 타임스 스퀘어 스튜디오

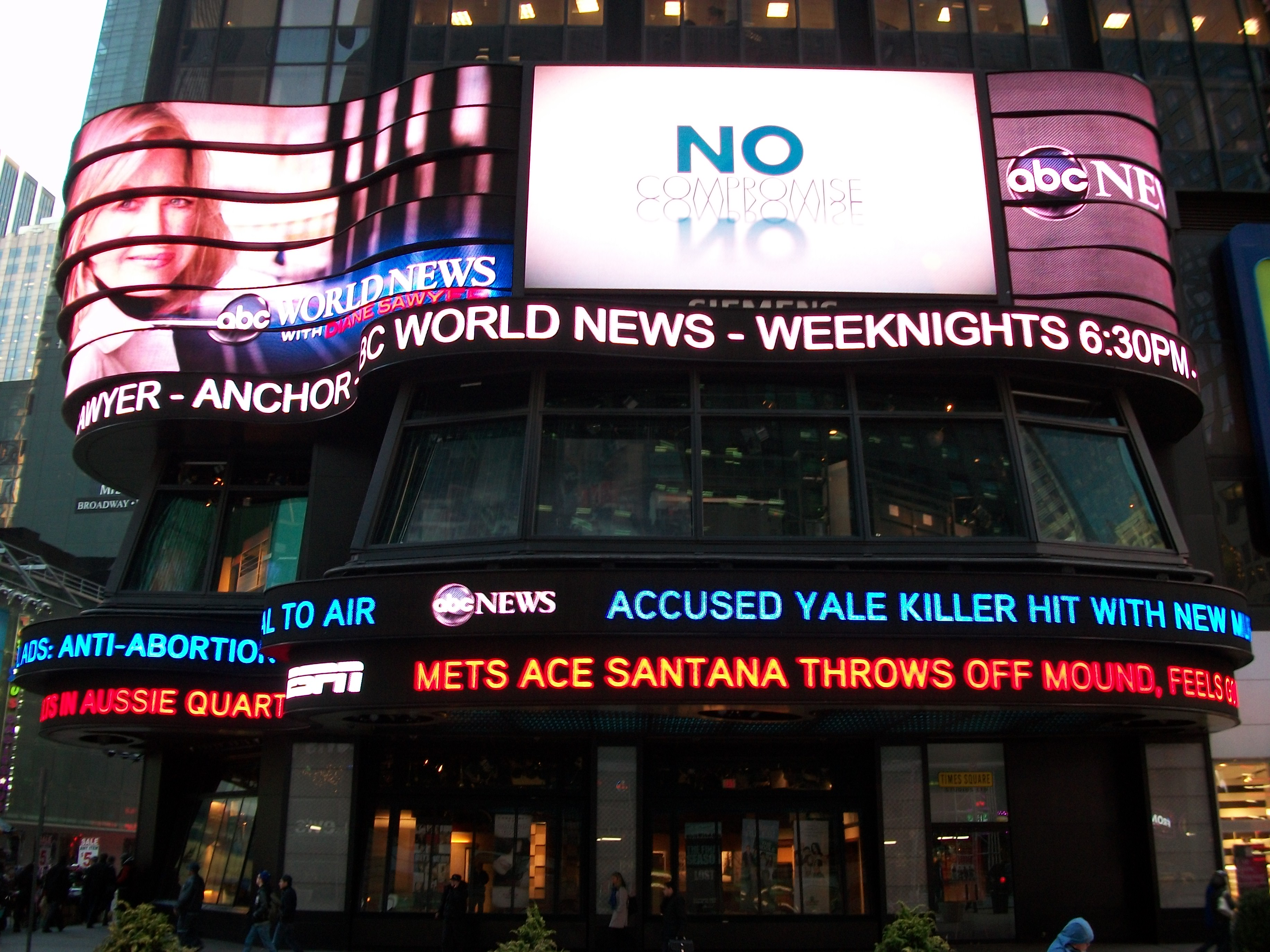
타임스 스퀘어 스튜디오

타임스 스퀘어 스튜디오(Times Square Studios)는 뉴욕 타임스 스퀘어에 위치한 텔레비전 스튜디오로, 대표적으로 《굿 모닝 아메리카》가 생방송된다.

## 같이 보기
- 원 애스터 플라자